# Поздние три корейские государства
Поздние три корейские государства (кор. 후삼국 시대, 892—936) состояли из Позднее Силла, Хупэкче («Позднее Пэкче»), и Тхэбона (или Хукогурё, «Позднее Когурё»). Два последних оспаривали правопреемство от ранних Трёх государств Кореи, завоёванных Силла. Этот период истории Кореи был следствием внутренней смуты в стране времён царствования консорта Чинсон.
Тхэбон, изначально возглавляемый Кун Е, был захвачен корёским ваном Тхэджо, также победившим Хупэкчэ и Силла. После этого Тхэджо в 936 году провозгласил образование нового государства Корё. На этом период трёх государств в Корее был закончен.
Во время существования государств религии и идеология их сильно отличалась. Так, в Позднем Силла произошёл отказ от сон-буддизма; в Тхэбон, напротив, буддистские фанатики искореняли мусок. В Позднем Пэкче традиционную для Силла форму шаманизма — мусок — заменили на другую форму шаманизма, с другой космогонией, близкой к даосской.
В это время также существовало островное независимое государство — Усан.